# 파트라
파트라(민중 그리스어: Πάτρα) 또는 파트라이(고대 그리스어: Πάτραι)는 그리스에서 세 번째로 큰 도시로, 아테네와는 서쪽으로 215km 떨어져 있다. 펠로폰네소스반도 북부에 위치하며, 서그리스 주의 주도이자 아하이아 현의 현도이다. 이 도시는 파트라 만을 내려다보는 파나헤코 산 기슭에 자리잡고 있다. 파트라의 광역 도시권에는 222,460명의 주민이 살고 있다.
파트라 도심지의 역사는 4천 년에 이른다. 고대 로마 시대에 파트라는 동부 지중해의 세계 도시였으며, 기독교 전승에 따르면 파트라는 성 안드레아가 순교한 곳이기도 하다. 그리스에서 "서쪽으로 가는 관문"이란 별명이 있는 파트라는 상업 중심 도시이며, 이곳 항구는 이탈리아와 서유럽과 소통하고 교역하는 거점이다.
파트라에는 많은 학생을 수용하는 두 공립 대학교와 기술원 한 곳이 있어 이 도시가 기술 교육에서 우수한 지위를 점한 주요 과학 중심지임을 보여 준다. 리오-안티리오 다리는 파트라의 동쪽 끝 지점인 리오 교외와 안티리오를 연결하며, 그리스 본토와 펠로폰네소스반도를 잇는다. 해마다 봄이면 이 도시는 유럽에서도 대규모이며 매우 화려한 사육제가 열린다.

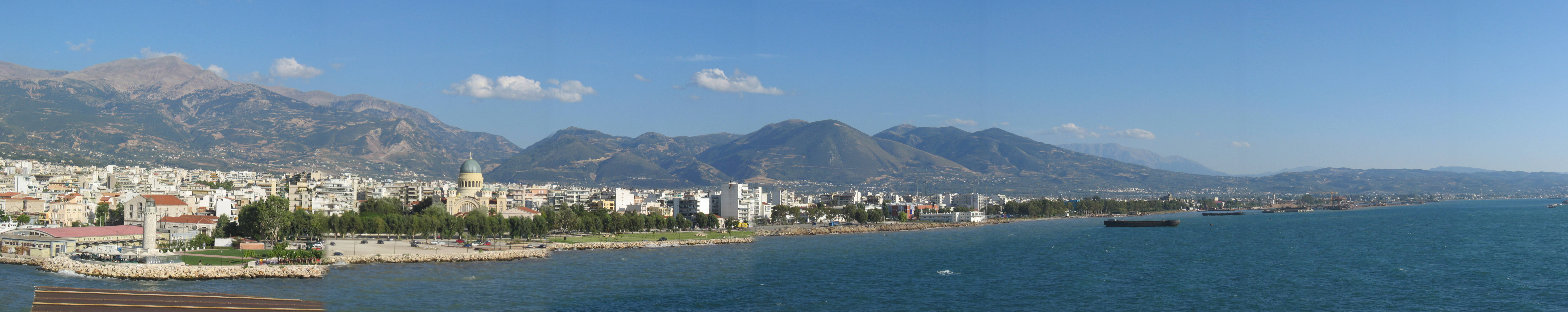
파트라의 서쪽 해안

## 기후
| 파트라 (2008년~2024년)의 기후               | 파트라 (2008년~2024년)의 기후 | 파트라 (2008년~2024년)의 기후 | 파트라 (2008년~2024년)의 기후 | 파트라 (2008년~2024년)의 기후 | 파트라 (2008년~2024년)의 기후 | 파트라 (2008년~2024년)의 기후 | 파트라 (2008년~2024년)의 기후 | 파트라 (2008년~2024년)의 기후 | 파트라 (2008년~2024년)의 기후 | 파트라 (2008년~2024년)의 기후 | 파트라 (2008년~2024년)의 기후 | 파트라 (2008년~2024년)의 기후 | 파트라 (2008년~2024년)의 기후 |
| 월                                          | 1월                           | 2월                           | 3월                           | 4월                           | 5월                           | 6월                           | 7월                           | 8월                           | 9월                           | 10월                          | 11월                          | 12월                          | 연간                          |
| ------------------------------------------- | ----------------------------- | ----------------------------- | ----------------------------- | ----------------------------- | ----------------------------- | ----------------------------- | ----------------------------- | ----------------------------- | ----------------------------- | ----------------------------- | ----------------------------- | ----------------------------- | ----------------------------- |
| 역대 최고 기온 °C (°F)                      | 24.9 (76.8)                   | 25.6 (78.1)                   | 25.1 (77.2)                   | 32.0 (89.6)                   | 37.2 (99.0)                   | 38.9 (102.0)                  | 40.5 (104.9)                  | 40.7 (105.3)                  | 35.7 (96.3)                   | 30.6 (87.1)                   | 28.1 (82.6)                   | 26.8 (80.2)                   | 40.7 (105.3)                  |
| 일평균 최고 기온 °C (°F)                    | 14.1 (57.4)                   | 14.9 (58.8)                   | 16.2 (61.2)                   | 19.4 (66.9)                   | 23.0 (73.4)                   | 27.1 (80.8)                   | 30.2 (86.4)                   | 31.4 (88.5)                   | 27.4 (81.3)                   | 23.4 (74.1)                   | 19.8 (67.6)                   | 16.0 (60.8)                   | 21.9 (71.4)                   |
| 일일 평균 기온 °C (°F)                      | 11.7 (53.1)                   | 12.4 (54.3)                   | 13.7 (56.7)                   | 16.7 (62.1)                   | 20.3 (68.5)                   | 24.3 (75.7)                   | 27.3 (81.1)                   | 28.3 (82.9)                   | 24.8 (76.6)                   | 20.7 (69.3)                   | 17.2 (63.0)                   | 13.6 (56.5)                   | 19.2 (66.6)                   |
| 일평균 최저 기온 °C (°F)                    | 9.3 (48.7)                    | 9.9 (49.8)                    | 11.1 (52.0)                   | 14.0 (57.2)                   | 17.6 (63.7)                   | 21.5 (70.7)                   | 24.3 (75.7)                   | 25.1 (77.2)                   | 22.2 (72.0)                   | 17.9 (64.2)                   | 14.6 (58.3)                   | 11.2 (52.2)                   | 16.6 (61.8)                   |
| 역대 최저 기온 °C (°F)                      | 1.2 (34.2)                    | −0.9 (30.4)                   | 2.3 (36.1)                    | 8.2 (46.8)                    | 11.9 (53.4)                   | 15.0 (59.0)                   | 19.3 (66.7)                   | 20.1 (68.2)                   | 15.8 (60.4)                   | 9.2 (48.6)                    | 7.4 (45.3)                    | 3.0 (37.4)                    | −0.9 (30.4)                   |
| 평균 강우량 mm (인치)                       | 109.5 (4.31)                  | 67.9 (2.67)                   | 71.2 (2.80)                   | 36.9 (1.45)                   | 23.5 (0.93)                   | 16.5 (0.65)                   | 5.3 (0.21)                    | 7.0 (0.28)                    | 39.6 (1.56)                   | 89.2 (3.51)                   | 109.8 (4.32)                  | 115.2 (4.54)                  | 691.6 (27.23)                 |
| 출처 1: 아테네 국립 천문대                  |                               |                               |                               |                               |                               |                               |                               |                               |                               |                               |                               |                               |                               |
| 출처 2: 파트라 해양대기관측소, 세계기상기구 |                               |                               |                               |                               |                               |                               |                               |                               |                               |                               |                               |                               |                               |

## 경제
티탄 시멘트 회사가 파트라에서 대규모 시멘트 공장을 운영하고 있다. 이 회사는 파트라 교외에 회사 전용 항구를 운영하고 있다. 그 외에도 목재 공장 여럿이 있다.